# SLAMF6
SLAMF6 — мембранный белок, продукт гена человека SLAMF6. Входит в семейство сигнальных лимфоцитарных молекул активации (англ. Signaling lymphocytic activation molecule, SLAM). 

## Описание
Белок относится к трансмембранным белкам 1-го типа подсемейства CD2 суперсемейства иммуноглобулинов. Эспрессирован на естественных киллерах, T- и B-лимфицитах. После фосфорилирования связывается с SH2D1A, а также с SH2-домен-содержащими фосфатазами SHP. Функционирует как ко-рецептор, играющий роль в активации естественных киллеров. Опосредует ингибиторный сигнал в естественных киллерах при X-ассоциированном лимфопролиферативном синдроме (болезнь Дункана).